# Palais du rire
Pour les articles homonymes, voir Funhouse.
 (mai 2020).
Si vous disposez d'ouvrages ou d'articles de référence ou si vous connaissez des sites web de qualité traitant du thème abordé ici, merci de compléter l'article en donnant les références utiles à sa vérifiabilité et en les liant à la section « Notes et références ».
 (mai 2020).

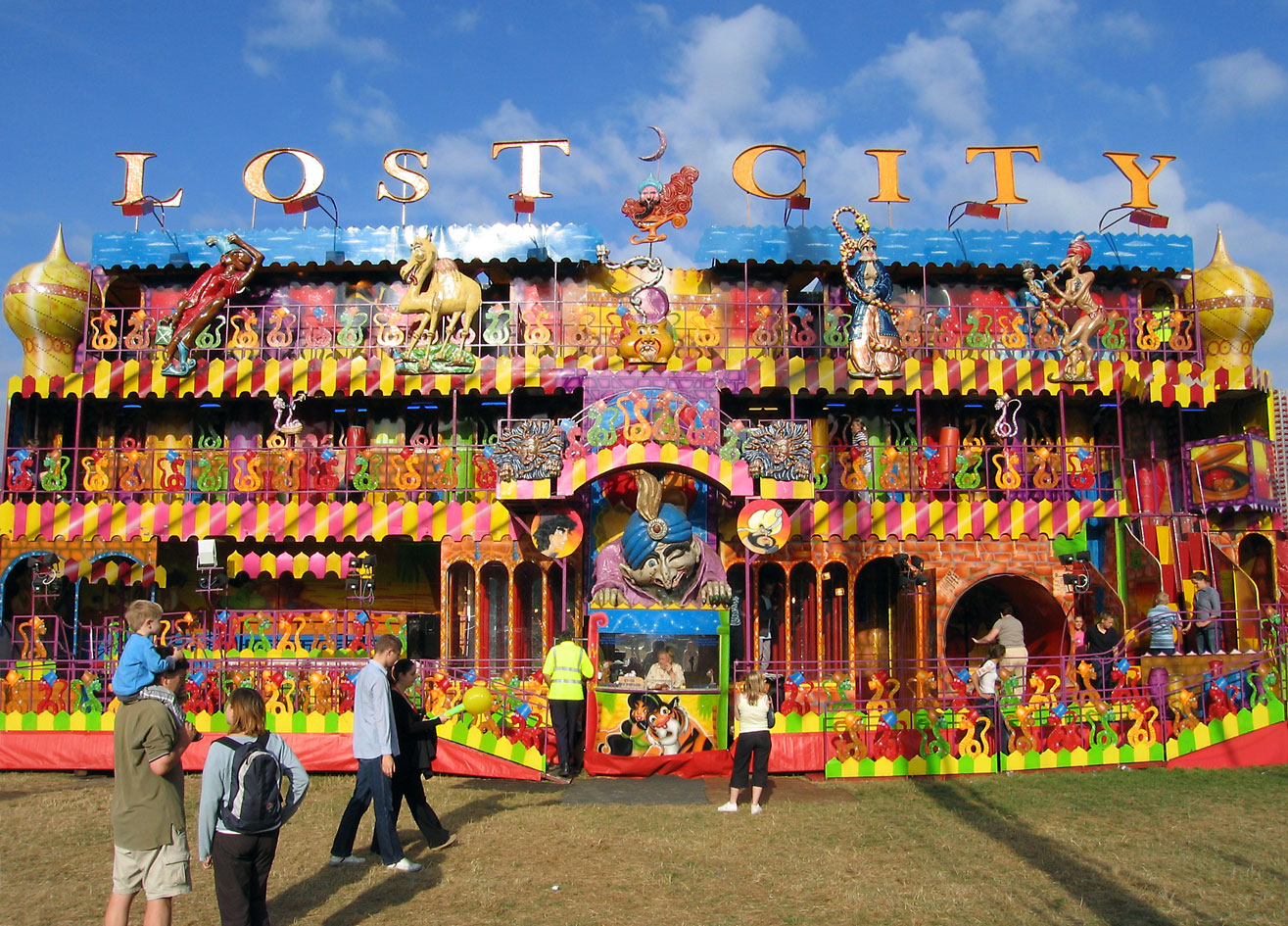
Lost City, un palais du rire transportable sur le thème oriental.

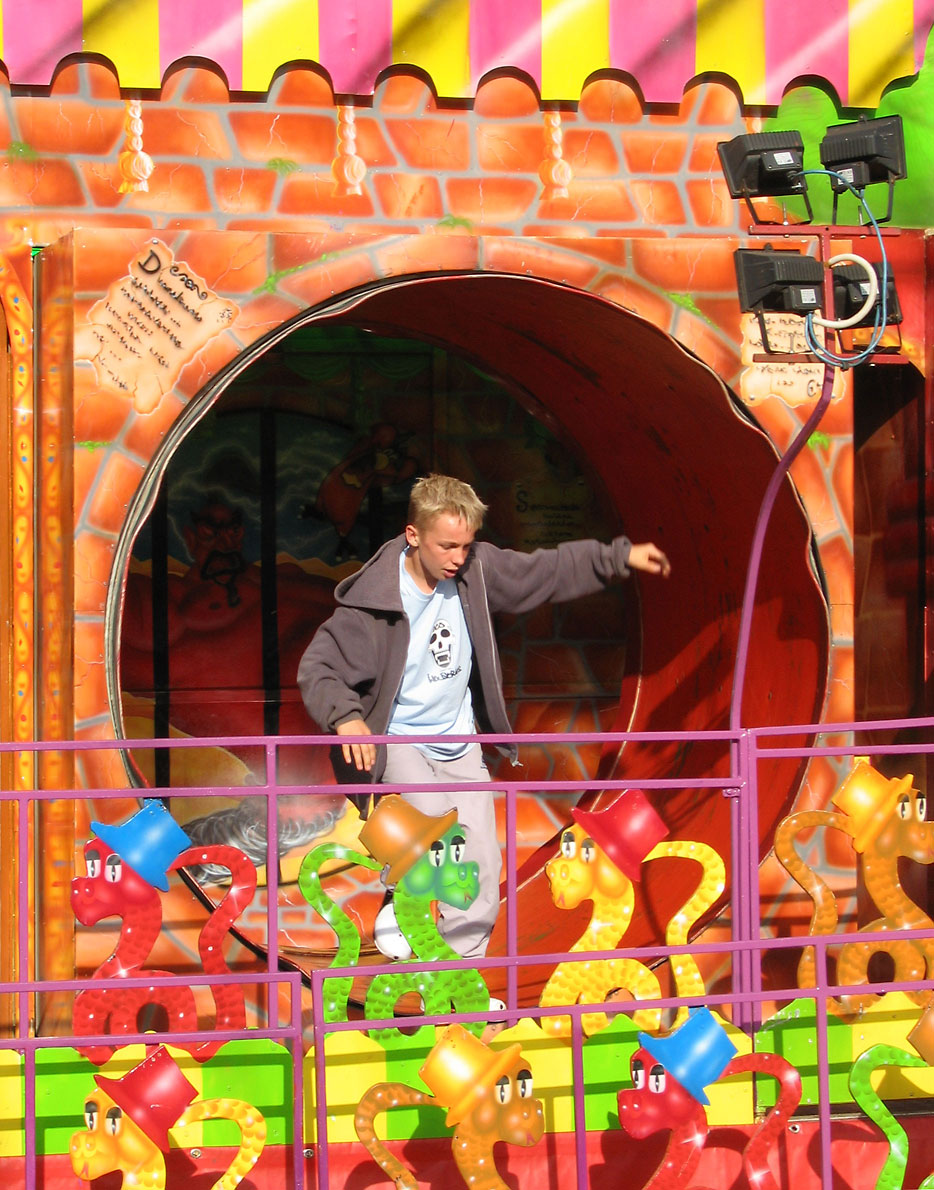
Une « roue de hamster » en tonneau à Lost City.

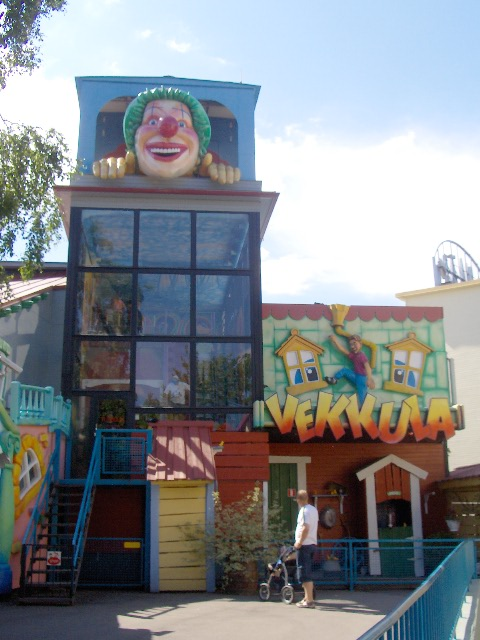
Vekkula à Linnanmäki.

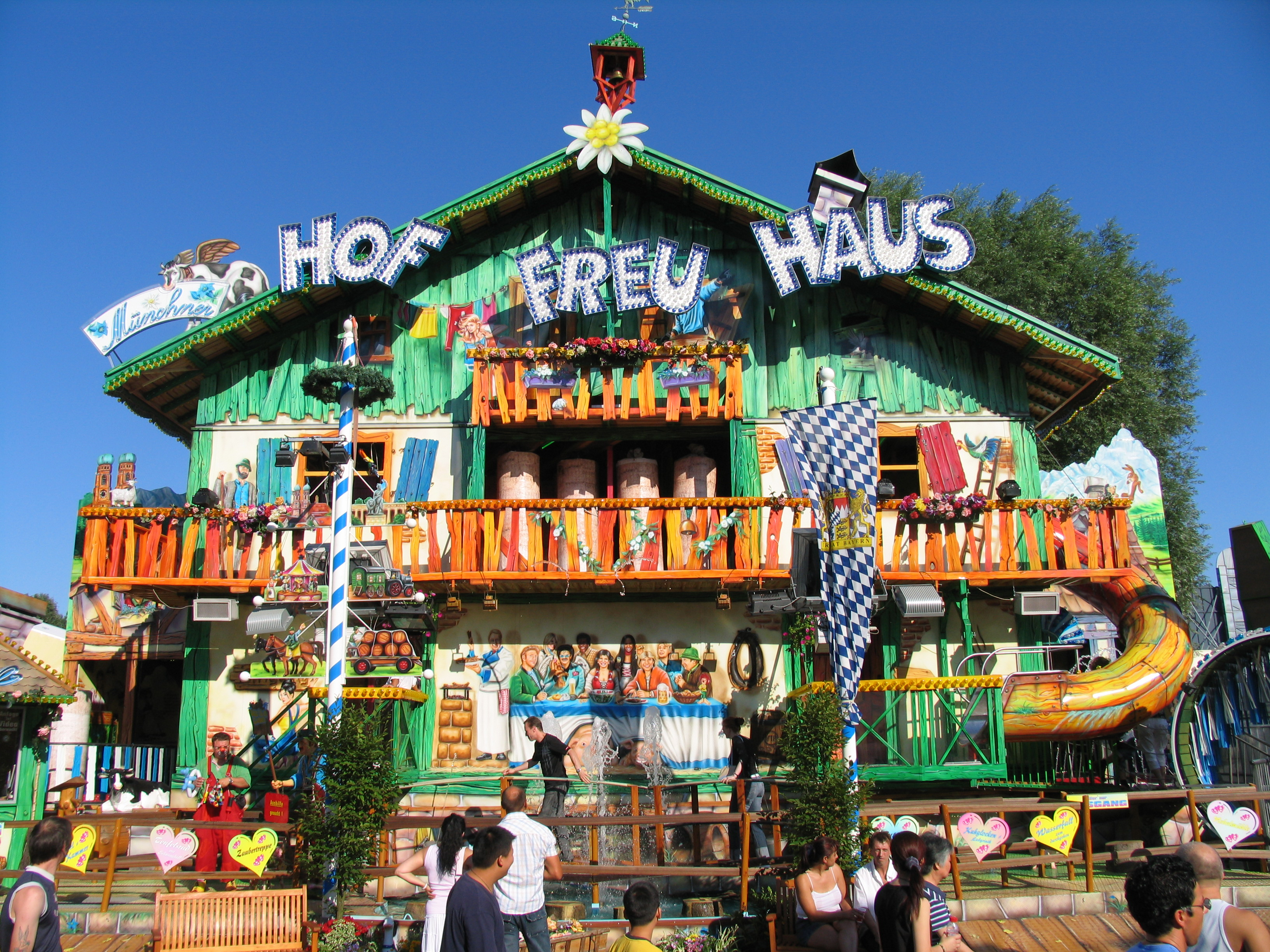
Hof Freu Haus en 2006 à Düsseldorf.

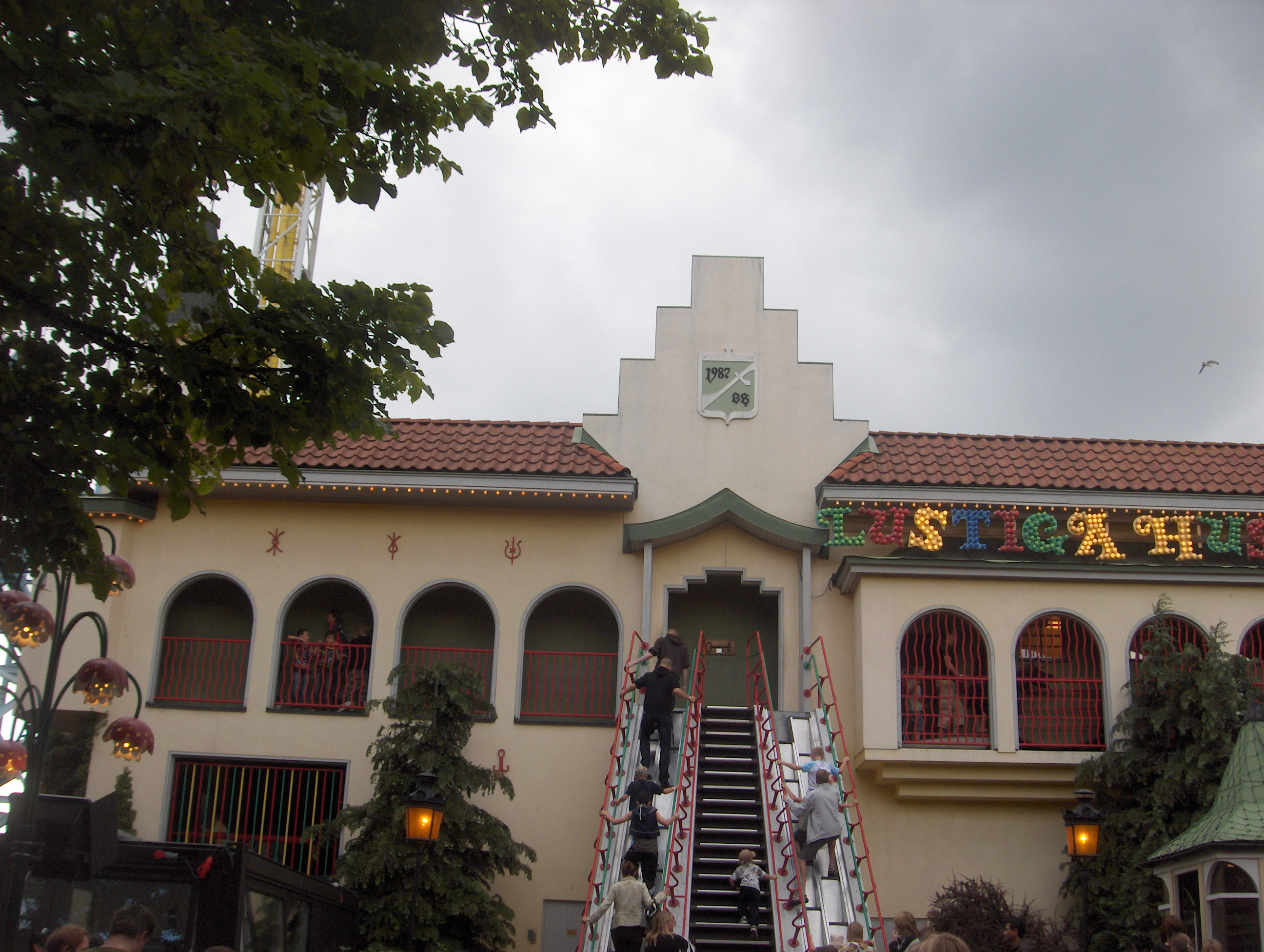
Entrée de Lustiga Huset à Gröna Lund.

Un palais du rire (Fun House en anglais) est une attraction de type parcours scénique ou walkthrough (traversée en promenade), située dans les fêtes foraines et parcs d'attractions.

## Concept
Contrairement aux montagnes russes, aux manèges et aux parcours scéniques motorisés, les palais du rire ne possèdent pas de nacelles ou de rail : le parcours s'effectue à pied en position debout — excepté en empruntant les toboggans — et au rythme du visiteur.
Sur deux à quatre niveaux, les passants doivent traverser une succession d'agrès amusants et déstabilisants, tels que des escaliers en mouvement, tapis roulants, toboggans, tonneaux tournoyants, ponts de singe, plateformes tournantes au sol et divers effets de surprises (jeux de lumière, fumée, soufflerie…). Le parcours peut s'effectuer dans le noir.
Le parcours peut être combiné avec un palais des glaces.
Bien qu'existant en version fixe dans quelques parcs d’attractions, les plus fréquents sont en version démontable et itinérante pour les fêtes foraines. C'est une attraction à vocation familiale. Le palais du rire existe aussi dans des versions enfantines dans lesquelles le sol et les obstacles sont en mousse.
Le palais du rire comporte certaines similitudes avec le train fantôme ou la maison hantée, ce sont des parcours scéniques (qui se déroulent avec la progression du visiteur).[Quoi ?]

## Principaux portiques
La plupart des agrès sont destinés à procurer des sensations de surprise et de déséquilibre pour les visiteurs effectuant le parcours, tout en restant suffisamment modérés pour conserver une vocation humoristique et d'autodérision.[réf. nécessaire] Ils sont souvent déclenchés en série par une cellule située en amont au passage de la personne, et s'arrêtent automatiquement au bout d'une durée déterminée.

### Agrès mobiles
- Les grands tonneaux à cylindre rotatif de la hauteur du passager, dits « roue de hamster », que le passager doit traverser latéralement tout en marchant en avant ou en arrière, parfois doubles à rotations inverses,
- Les escalators à doubles marches en va-et-vient inversés, de hauteur et inclinaison variable,
- Les escaliers à marches basculantes pivotantes,
- Les tapis roulants, pouvant au gré du forain changer de vitesse et de direction en cours de trajet,
- Les plots verticaux escamotables alternés en quinconce,
- Les grands plateaux circulaires tournants, sur lequel le passager doit marcher ou rester en équilibre,
- Les petits plateaux circulaires à grande vitesse faisant pivoter le passager, souvent successifs par quatre en rotations inverses,
- Les passerelles longitudinales oscillant verticalement très rapidement,
- Les doubles passerelles parallèles longitudinales oscillant horizontalement en sens inverse,
- Les rampes de montée en va-et-vient,
- Les passages sur creux et bosses en W montant et descendant alternativement,
- Les tapis roulants inclinés sur rouleaux provoquant des secousses irrégulières sous les pieds,
- Les nacelles se balançant latéralement,
- Les trappes basculantes statiques ou mécaniques,
- Les rouleaux compresseurs propulsant le passager vers l'extérieur,
- Les plates-formes vibrantes.

### Portiques fixes
- Les planches suspendues à un filet à traverser dits « ponts de liane », semblables à ceux des parcours aventure,
- Les « sauts de pompier », c'est-à-dire la descente d'un étage en s'agrippant à une barre circulaire centrale,
- Les montées et descentes sur un filet ou une échelle,
- Les traversées dans un réseau de sandows enchevêtrés verticalement ou en croisillons,
- Les traversées d'obstacles en punching ball,
- Les surfaces musicales par la pose des pieds.

### Toboggans
- Les toboggans droits,
- Les toboggans en colimaçon torsadé, majoritaires.

Le saut de pompier et les toboggans — ainsi que parfois le tonneau — sont facultatifs, et le passager peut choisir d'effectuer la descente par un escalier normal adjacent. Cette alternative se destine aux très jeunes enfants, et aux personnes impressionnées ou incommodées par l'épreuve.

### Intérieurs en obscurité
Placés à l'extérieur ou dans l'obscurité, augmentant les effets de surprise :
- Les travées plates ou vallonnées en multiples petits rouleaux oblongs transversaux successifs, pouvant être sur un support lui-même mobile en va-et-vient, et dont le passage en équilibre rappelle le patinage,
- Les passerelles se balançant latéralement en opposition visuelle avec un cercle rotatif à points lumineux,
- Des matelas, sols mous et trappes au sol.

### Autres agrès
- Les jets d'air subits ou souffleries émanant du plancher (dont l'effet comique, outre la surprise, est de soulever les robes et les jupes des femmes),
- Les araignées géantes suspendues à un câble supérieur,
- Les miroirs déformants, volontairement exagérés pour provoquer l'amusement.

## Palais du rire principaux

### Allemagne
- Alpen Labyrinth sur les foires
- Hollywood-Dreamland sur les foires
- Hotel Tartüff à Phantasialand
- Time Factory sur les foires

### Autriche
- Ball Factory sur les foires

### Danemark
- Fun House aux Jardins de Tivoli
- Hurlumhej à Bakken

### États-Unis
- Casa Loco à Six Flags Over Georgia
- Casa Magnetica à Six Flags Over Texas
- Confusion Hill à Idlewild & Soak Zone
- Whacky Shack à Waldameer Park

### Espagne
- La reina de Africa à Parque de Atracciones de Madrid

### Finlande
- Metkula Fun House à Särkänniemi
- Vekkula à Linnanmäki

### France: fêtes foraines
- Palais du rire Le Pirate
- Palais du rire ALOHA
- One Man Show
- One Man Show 2 (est de la France)
- Las Ferias (sud de la France et férias)
- Adventure Land
- King's Circus
- Studio Show
- Pirate Show (est de la France)
- New York New York
- Le Cirque
- Brasil
- Palais du Rire
- Caraïbes Show
- Black Pearl
- American Circus
- Les Zinzins

- En mars 2015, le gérant Roby Graupner réunit le double palais Showbiz avec le simple C'est fou !, devenant selon ses dires le plus grand du monde. Le parcours est d'environ 35 min et s'effectue au travers d'une centaine d'effets ou d'animations[1].

### Pays-Bas
- Villa Fiasco à Toverland

### Royaume-Uni
- Noah's Ark à Pleasure Beach, Blackpool

### Suède
- Lustiga Huset à Gröna Lund

## Au cinéma
Les palais du rire apparaissent dans plusieurs films comme « Il » est revenu, La Foule, Une demoiselle en détresse, La Dame de Shanghai, Massacres dans le train fantôme, L'Homme au pistolet d'or, Grease et son titre phare You're the One That I Want, Speedy, Carolina Cannonball, I Love a Soldier, Beware Spooks!.

## Parcours dérivés
- Palais des glaces
- Parcours scénique